# Dars Ākhūnd
Dars Ākhūnd (persiska: درس آخوند) är en ort i Iran.   Den ligger i provinsen Khorasan, i den nordöstra delen av landet, 800 km öster om huvudstaden Teheran. Dars Ākhūnd ligger 1 373 meter över havet och antalet invånare är 508.
Terrängen runt Dars Ākhūnd är kuperad åt nordost, men åt sydväst är den platt. Runt Dars Ākhūnd är det ganska tätbefolkat, med 124 invånare per kvadratkilometer. Närmaste större samhälle är Almejūq-e Soflá, 16,0 km söder om Dars Ākhūnd. Omgivningarna runt Dars Ākhūnd är i huvudsak ett öppet busklandskap.